# نا أتبو (أسطورة)
نا أتبو (بالإنجليزية: Na Atibu)‏ إله خالق في أساطیر میکرونیزیا (مجموعة جزر متعددة تقع في المحيط الهادئ الغربي) لاسيما جزر جلبرت. ولقد تشكلت الأرض كما تشكل البشر من جسد هذا الإله. ومن نخاعه الشوكي خرجت الشجرة المقدسة ذات الأفرع المتعددة. كما خرج معها الناس كثمار لهذه الشجرة. وذات يوم غضب رجل يسمى کورا Koura بسبب براز سقط عليه من الشجرة، فراح يحطم أفرعها، ونتيجة لذلك تناثر الناس في جميع أنحاء العالم.
الإنسان الأول وشبه الإله في أساطير جزر جلبرت. مات حتى تكون الأرض مستعدة لقبول البشرية. عينه اليمني في الشمس المشرقة، وعينه اليسرى هو القمر المكتمل في السماء الغربية، وعقله ممتلئ بالشرارات، التي صارت نجوما. وتبعثرت أطرافه في المحيط فصارت الجزر، بينما عظامه صارت جذور الشجر.

### أساطير ميلانيزية
- ندوثينا (أسطورة)
- ندينجاي (أسطورة)
- نوجا (أسطورة)
- راتو ماي (أسطورة)
- روكولا
- سيدو (أسطورة)
- تاجارو (أسطورة)
- تنيراو (أسطورة)
- توكابينانا وتوكروفو
- تومودورير

### أساطير بولينيزية
- أورو (أساطير)
- باباتوانوكو
- بيلي (أساطير)
- بكوي (أساطير)
- تيكي (أسطورة)
- تو (أساطير)
- فاري ما تاكيري